# سرو جهان (صائين قلعة)
سرو جهان (بالفارسية: سروجهان) هي قرية تقع في إيران في قسم صائين قلعة الریفي. يقدر عدد سكانها بـ 219 نسمة بحسب إحصاء 2016.